# にっぽん釣りの旅
にっぽん釣りの旅（にっぽんつりのたび）は、2004年から2008年まで放送されたNHKデジタル衛星ハイビジョンの釣り番組である。

## 概要
釣り人と名人と釣果を紹介する。釣り人はキャリアの長い者から初挑戦の初心者までさまざまである。名人は必ずしもプロ釣り師だけではなく、遊漁船船長や釣具店店長の場合が多い。毎回「テーマ」があり、釣り人の腕前に見合った内容が要求される。落ち着いたBGMや控えめなナレーションなど無駄なく抑制の効いた演出で、釣行前夜の準備から実際に釣りをしている場面までを、釣行先の風土とともに丁寧に紹介する。

## 放送時間
2004〜2008年
- 本放送　BS hi 毎週金曜日 18:00～
- 再放送　BS hi 翌週水曜日 7:00～／木曜日12:20～

2011年4月から（再放送）
- 日曜日 9:30 -
- 翌週月曜日 8:00 -
- 翌週水曜日 15:00 -

## テーマソング
岩崎宏美『同じ空の下』